# Valmont (Film)
Valmont ist ein Spielfilm von Miloš Forman aus dem Jahr 1989. Er beruht auf dem Briefroman Gefährliche Liebschaften von Choderlos de Laclos.

## Handlung
Der Film erzählt von den dekadenten Intrigen und Ränkespielen der Aristokratie im vorrevolutionären Frankreich im späten 18. Jahrhundert. Die junge Cécile wird von ihrer Mutter, der Madame de Volanges, aus dem Kloster geholt. Sie soll verheiratet werden. Die naive und unerfahrene Cécile fasst schnell Vertrauen zu ihrer älteren Cousine Madame de Merteuil, die den Namen des zukünftigen Ehemannes in Erfahrung bringen soll. Merteuil, eine reiche Witwe, ist schockiert, als sie erfährt, dass ihr Liebhaber Gercourt, der ihr soeben den Laufpass gegeben hat, derjenige ist, der Cécile heiraten will. Sie schwört Rache. Ihr Freund Valmont soll Cécile verführen und so Gercourt vor der Gesellschaft bloßstellen, doch Valmont lehnt ab. Er versucht bisher vergeblich, die verheiratete und tugendsame Madame de Tourvel zu verführen. Merteuil, die Valmont auf dem Schloss seiner Tante Madame de Rosemonde aufsucht, wettet mit ihm, dass er Madame de Tourvel nicht verführen können wird. Sollte sie verlieren, darf er mit ihr schlafen. Sollte sie gewinnen, soll Valmont in ein Kloster gehen und alle seine Sünden bekennen. Sie gehen die Wette ein.
Zurück bei Madame de Volanges findet Madame de Merteuil Céciles Mutter in Verzweiflung vor: Cécile hat Liebesbriefe von ihrem Harfenlehrer Danceny erhalten. Cécile gesteht Merteuil, dass sie ebenfalls in Danceny verliebt ist. Merteuil unterstützt den Briefwechsel der beiden, lässt jedoch gleichzeitig Madame de Volanges einen der Briefe auffinden. Cécile erhält daraufhin Hausarrest und Danceny wird entlassen. Merteuil organisiert einen Opernbesuch mit Madame de Volanges und ermöglicht Cécile und Danceny ein Treffen, für das sie Cécile verführerisch ankleiden lässt. Danceny jedoch nutzt die Stunden nur, um Cécile ein Liebeslied vorzutragen, nicht jedoch zur Verführung. Merteuil ändert ihren Plan und fährt mit Cécile aufs Land zu Valmonts Tante. Dort hat Valmont bisher vergeblich um Madame de Tourvel geworben. Erst als er sich spielerisch Cécile zuwendet, erwacht in Madame de Tourvel die Leidenschaft und sie flieht nach Paris. Währenddessen hilft Valmont Cécile bei einem Liebesbrief an Danceny und benutzt diese Situation, um sie zu entjungfern. Als Cécile sich Merteuil offenbart, schlägt diese vor, Gercourt zu heiraten und Danceny als Liebhaber zu nehmen.
Als Valmont am nächsten Morgen erfährt, dass Madame de Tourvel nach Paris geflohen ist, reitet er ihr nach. In ihrem Palais treffen sich beide und verbringen die Nacht miteinander. Am nächsten Morgen offenbart Tourvel Valmont, dass sie bereits eine gemeinsame Zukunft plane und auch ihren Ehemann davon schriftlich unterrichtet habe. Valmont reist überstürzt ab, als sie auf dem Markt einkaufen ist, und lässt einen Brief zurück, in dem er sich von ihr trennt. Bei Madame de Merteuil angekommen, fordert er seinen Wettgewinn ein, doch verweigert sie sich ihm, wäre er doch beim Verlieren auch nicht in ein Kloster gegangen. Beide trennen sich im Streit.
Valmont geht zu Cécile und lässt sie einen Brief an Danceny verfassen, in dem sie ihm von Merteuils Vorschlag schreibt, ihn als Geliebten zu behalten. Danceny erscheint daraufhin wütend bei Merteuil und lässt sie mit vorgehaltener Waffe ein Entschuldigungsschreiben verfassen, in dem sie ihren Vorschlag widerruft. Später kehrt Valmont zu Merteuil zurück und beide scheinen sich zu versöhnen. Er schlägt sogar eine Heirat vor – Merteuil zeigt ihm ihr Schlafzimmer, wo sie sich gerade mit Danceny vergnügt hat, der nun auch weiß, dass Valmont Cécile verführt hat. Als Valmont mit Cécile fliehen will, hat die bereits von Merteuil alle Hintergründe erfahren. Valmont wird von Danceny zum Duell gefordert und getötet. Cécile eröffnet Valmonts (nicht ent-, sondern begeisterter) Tante, dass sie von Valmont schwanger sei. Am Ende findet dennoch ihre Hochzeit mit dem ahnungslosen Gercourt statt. Das Grab Valmonts besucht nur eine – Madame de Tourvel, die eine weiße Rose auf das Grab legt.

## Unterschiede zum Roman
Die Handlung von Valmont weicht deutlich von Laclos’ Roman ab. Regisseur Miloš Forman und Drehbuchautor Jean-Claude Carrière haben den moralischen Zeitgeist, in dem der Roman entstand – in dem Sünder für ihre Verfehlungen bestraft werden – teilweise ins Ironische umgewandelt. Während Cécile im Roman eine Fehlgeburt von Valmonts Kind erleidet und sich am Ende in ein Kloster zurückzieht, ist sie in Valmont bei ihrer Hochzeit schwanger. Zudem werden im Roman Briefe zwischen Valmont und Merteuil enthüllt, was zu Merteuils öffentlicher Verspottung und Demütigung führt. In Valmont hingegen bleiben diese Briefe unerwähnt, und sie bleibt von weiteren negativen Erfahrungen verschont. Auch die körperliche Entstellung, die Laclos in seinem Werk beschreibt, bleibt ihr erspart. Die Zukunft von Madame de Tourvel gestaltet sich weniger tragisch: Anstatt an einem gebrochenen Herzen zu leiden, kehrt sie im Film zu ihrem verständnisvollen und versöhnlichen älteren Ehemann zurück. Zudem wurden Szenen auf den Märkten und in Tavernen hinzugefügt, um die Handlung zu erweitern.

## Produktion

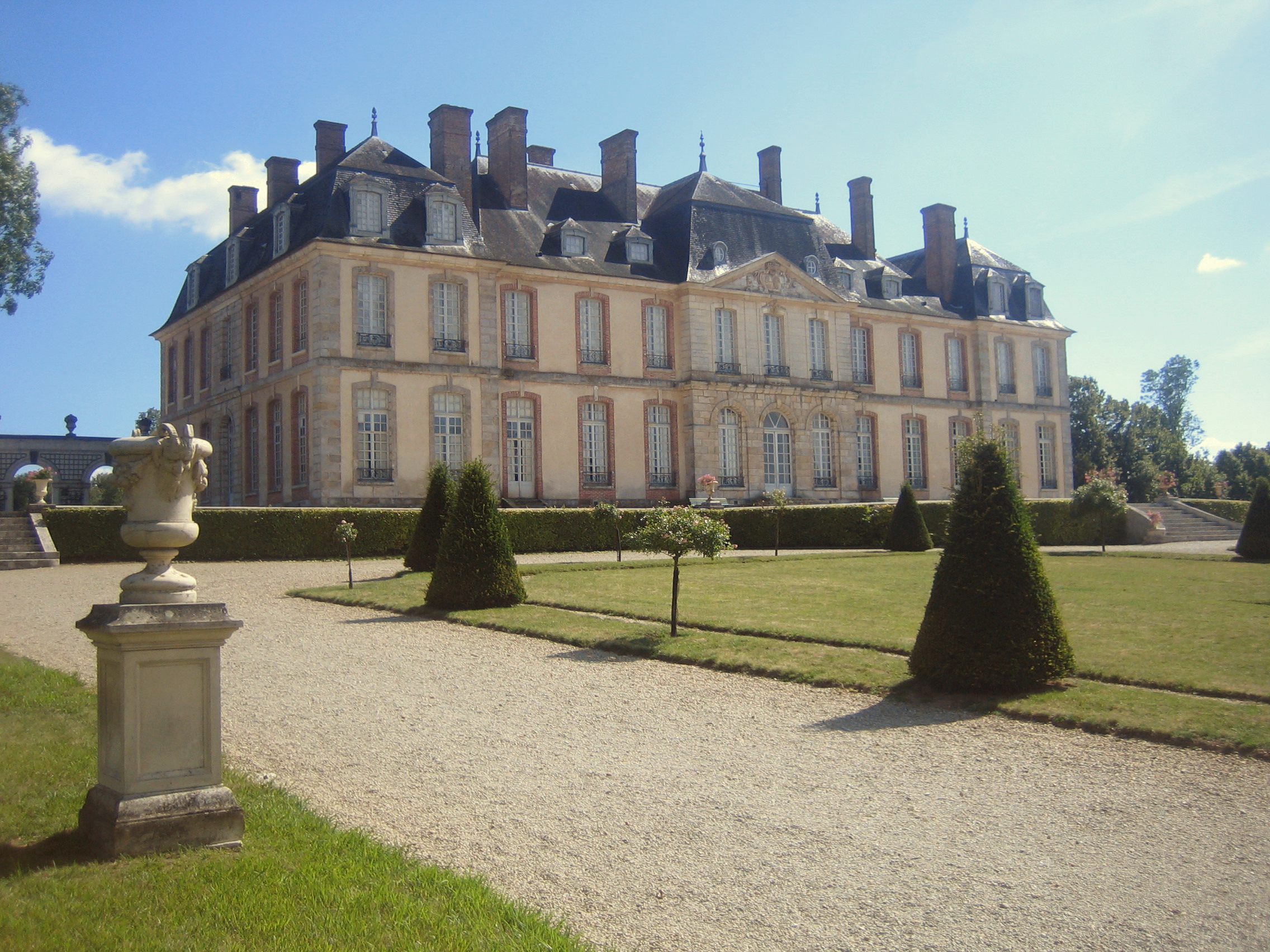
Das Château de La Motte-Tilly, im Film das Palais der Madame de Rosemonde

Valmont entstand an Originalschauplätzen in Frankreich. Drehorte waren unter anderem das Schloss Versailles, das Museum Nissim de Camondo, das Musée Vivant du Cheval, das Hôtel Amelot de Bisseuil und die Opéra-Comique in Paris. Das Anwesen der Madame de Rosemonde fand man im Schloss La Motte-Tilly in Nogent-sur-Seine, während die Szenen der Eheschließung am Ende des Films in St-Étienne de Caen gedreht wurden. Weitere Drehorte waren Bordeaux und Meaux. Laut dem Life-Magazin begannen die Dreharbeiten im August 1988 in Paris und dauerten 121 Tage.

## Rezeption

### Veröffentlichung und Einspielergebnisse
Der Film kam am 17. November 1989 in die US-amerikanischen Kinos und lief am 14. Dezember 1989 in Deutschland an. Bereits 1988 hatte es mit Stephen Frears’ Gefährliche Liebschaften eine Verfilmung des Romans von Choderlos de Laclos gegeben, der mit mehreren Oscars ausgezeichnet wurde und in dessen Schatten Valmont stand.
Produzent Claude Berri versuchte, den Zeitraum zwischen der Veröffentlichung der beiden Filme so weit wie möglich zu verlegen. Jedoch vergeblich: Frears’ Film, der rund 15 Millionen US-Dollar kostete und etwa ein Jahr früher erschien, spielte allein in den USA und Kanada etwa 34 Millionen US-Dollar ein, während Formans Film in den USA und Kanada nur rund 1,1 Millionen US-Dollar einnehmen konnte. Die Produktionskosten von Valmont sollen sich laut dem Life-Magazin auf 35 Millionen US-Dollar beziffern. Valmont konnte die Erwartungen an den Kinokassen nicht erfüllen und die Produktionskosten nicht ausgleichen, der Film gilt als kommerzieller Flop. In Deutschland wurden 192.336 Kinotickets verkauft und landete auf Platz 68 der Kinojahrescharts 1989. In Frankreich wurden über 675.000 Kinotickets verkauft.

### Kritik
Der Film wurde von den Kritikern gemischt aufgenommen. Das Filmkritik-Portal Rotten Tomatoes gibt für den Film 50 % positive Rezensionen an, basierend auf 34 Kritiken. Zusammenfassend heißt es dort: „Valmont untergräbt die wesentlichen Qualitäten des literarischen Vorbilds seiner Hauptfigur, aber die solide Besetzung und die geschickte Regie von Milo Forman helfen, diese Schwächen zu mildern.“ Bei Metacritic konnte ein Metascore von 55, basierend auf 14 Kritiken, erzielt werden. Roger Ebert bewertete den Film mit 3,5 von 4 Sternen, der den Film ausführlich analysierte und ihn mit Frears’ Fassung verglich: Während Gefährliche Liebschaften „zerebral und klaustrophobisch“ sei und „eine Übung in sexuellem Gedankenspiel“ darstelle, sei Formans Fassung „körperlicher“ und die Verführungen „erregender“.
Der Filmdienst nannte Valmont einen „üppig ausstaffierte[n] Bilderbogen aus einer dekadenten Gesellschaft, lebhafter und zugänglicher, aber auch etwas oberflächlicher als die Interpretation desselben Stoffes durch Stephen Frears’ Gefährliche Liebschaften.“
Prisma urteilte, neben der Verfilmung des Stoffes von Stephen Frears 1988 wirke „Formans Adaption lediglich wie ein langweiliger Kostümfilm“.
Edward Lamberti vom BBFC London schreibt 2007: „Was für ein Film! Was Drehbuchautor Jean-Claude Carrière und Regisseur Milos Forman hier erreicht haben ist das, was dem Film Gefährliche Liebschaften irgendwie fehlte: ein echtes Gespür für die weitreichenden Konsequenzen, die entstehen, wenn man zum Spaß mit Herzen spielt.“

### Auszeichnungen
Valmont wurde bei der Oscarverleihung 1990 für einen Oscar in der Kategorie „Bestes Kostümdesign“ nominiert, konnte sich jedoch nicht gegen Henry V. durchsetzen. Auch bei den BAFTA Awards erhielt der Film eine Nominierung für das beste Kostümdesign.
Valmont erhielt 1990 den César in den Kategorien „Bestes Kostümdesign“ und „Bestes Szenenbild“ und war für zwei weitere Césars, darunter den für den besten Regisseur, nominiert. Im Jahr 1992 gewann Annette Bening unter anderem für ihre Leistung in Valmont den London Critics’ Circle Film Awards in der Kategorie „Beste internationale Nachwuchsleistung“.